# Maitland (Le Cap)
Maitland est une banlieue nord de la ville du Cap en Afrique du Sud. Ce quartier du Cap tient son nom de Peregrine Maitland, gouverneur de la colonie du Cap de 1844 à 1847.

## Localisation
Maitland se situe à l'ouest de Pinelands, au sud de Brooklyn, à l'est de Salt River et à l'ouest de Kensington.
Maitland est une plaque tournante pour les transports de la ville du Cap. Il constitue un carrefour d'un important réseau de transport reliant le City Bowl au reste de la ville. Le plus important de ces réseaux de transport est la ligne ferroviaire régional (Metrorail) qui traverse le milieu de la banlieue ainsi que la N1.

## Démographie
Selon le recensement de 2011, le quartier compte 9 782 résidents, majoritairement issus de la communauté coloured (49,92 %). 
Les noirs représentent 41,68 % des habitants tandis que les blancs ne sont que 2,59 % des résidents.
Les habitants sont à 58 % de langue maternelle anglaise, à 16,46 % de langue maternelle afrikaans et à 3,80 % de langue maternelle xhosa.

## Historique
En 1913, Maitland est amalgamée avec les communes du Cap, de Green Point, de Sea Point, de Woodstock, de Mowbray, de Rondebosch, de Claremont et de Kalk Bay dans la municipalité du Grand Cap (City of Greater Cape Town).

## Politique
Zach de Beer a été député de Maitland de 1953 à 1961. 
Maitland est situé dans le 15e arrondissement (sub council 15) et se partage entre 2 wards : 
- Le ward 53 : Epping Industria 1, Maitland, Maitland Garden Village, Pinelands, Thornton, Mowbray (partiellement), Observatory (partiellement) et Bokmakierie (partiellement).  Le conseiller municipal de ce ward est Brian Watkyns (DA)[2].,
- Le ward 56 : Wingfield - Kensington - Windermere - Acacia Park - Maitland (cimetière et Maitland CBD/Industrial). Le conseiller municipal de ce ward est Helen Jacobs (DA)[3].